# 타이니 샌포드

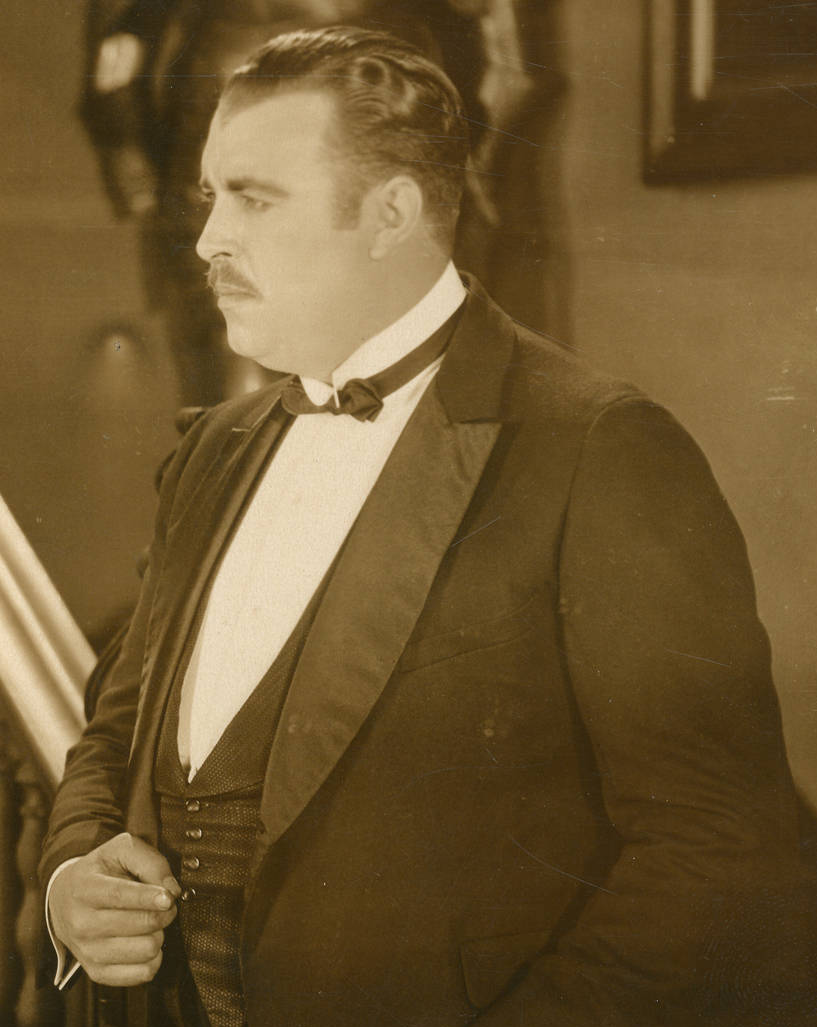

타이니 샌포드(Stanley J. Sandford, 1894년 2월 26일 ~ 1961년 10월 29일)는 미국의 영화배우, 연극 배우이다.
로스앤젤레스에서 사망하였다.

## 영화
- 쇼 보트 (1936년)
- 모던 타임즈 (1936년) - 빅 빌 역
- 푸틴 온 더 리츠 (1930년)
- 더블 후피 (1929년)
- 리오 리타 (1929년)
- 철가면 (1929년)
- 서커스 (1928년)
- 페이드 투 러브 (1927년)
- 황금광시대 (1925년)
- 찰리 채플린 단편2 : 이민자 (1917년)
- 매장 감독 (1916년)